# Rega

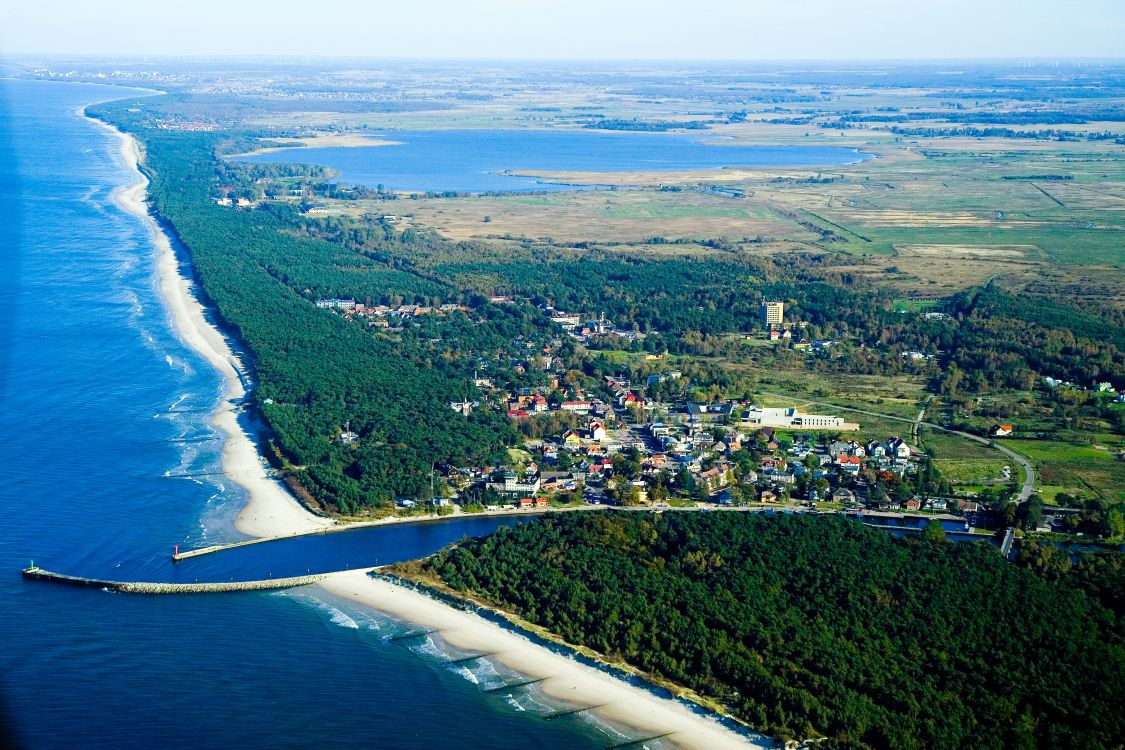
Regas mynning vid Mrzeżyno.

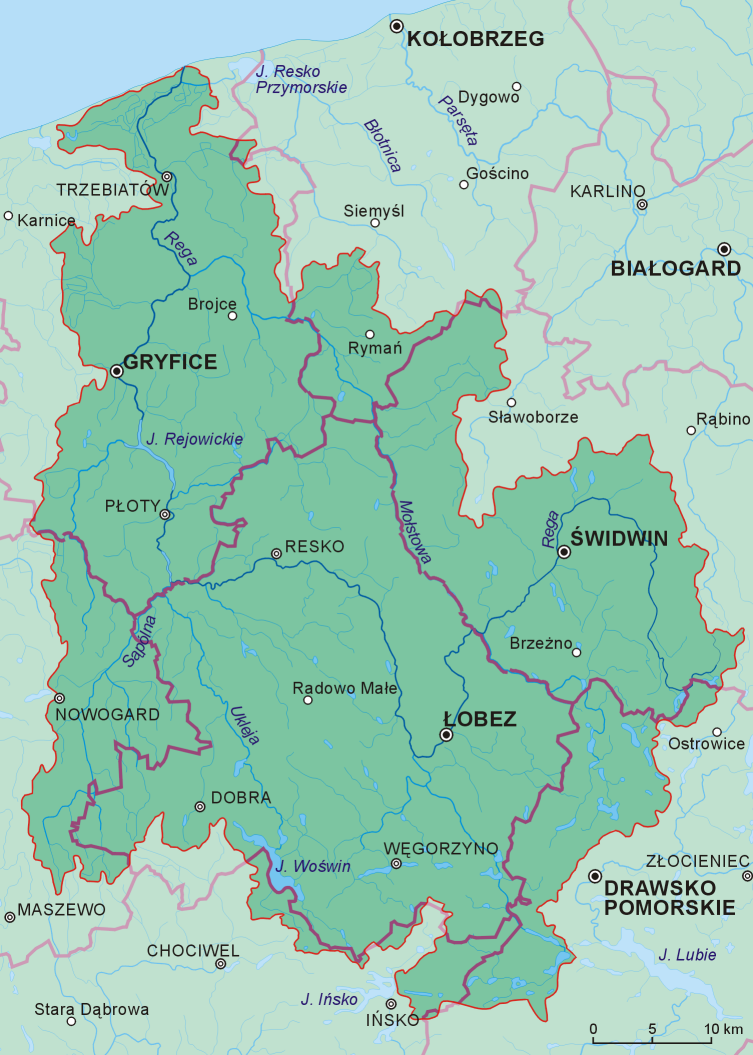
Karta över Rega med bifloder, större orter och administrativa gränser utmärkta. Avrinningsområdet är markerat i mörkgrönt.

Rega är en 168 kilometer lång flod i Västpommerns vojvodskap i nordvästra Polen. Floden har sin källa på den pommerska högplatån och har sin mynning i Östersjön vid Mrzeżyno i Trzebiatóws kommun. På vägen flyter den genom städerna Świdwin, Łobez, Resko, Płoty, Gryfice och Trzebiatów. Den största bifloden är Mołstowa.
Nära flodens mynning delar den sig i två grenar: den äldre östra fåran, som rinner ut i sjön Resko Przymorskie och därifrån vidare ut i Östersjön vid Dźwirzyno, samt den utgrävda västra grenen vid Mrzeżyno som idag är flodens huvudfåra. Den nyare grenen tillkom under andra halvan av 1400-talet, då Regamünde, Treptow an der Regas hamn vid Östersjön, flyttades på grund av konflikter med Kolberg som lett till att den gamla fåran gjorts icke seglingsbar.